# 서일본 여객철도 227계 전동차
JR 서일본 227계 전동차(일본어: JR西日本227系電車)는 서일본 여객철도에서 운행하는 근교형 전동차이다.